# Pierfranco Vianelli
Pierfranco Vianelli (Provaglio d'Iseo, 20 oktober 1946) is een Italiaans voormalig wielrenner, die als professional actief was van 1969 tot 1973. 
In de Ronde van Italië in 1971 werd hij vijfde, onder meer door de 17e etappe, een bergetappe naar Großglockner, solo te winnen. Zijn grootste triomf was het Olympisch Kampioenschap op de weg in Mexico, 1968. Op dezelfde zomerspelen werd hij ook derde in de 100 km ploegentijdrit. 

## Resultaten in voornaamste wedstrijden
| Jaar | Ronde van Italië | Ronde van Frankrijk | Ronde van Spanje |
| ---- | ---------------- | ------------------- | ---------------- |
| 1969 |                  | 7e                  |                  |
| 1970 | 22e              |                     |                  |
| 1971 | 5e (1)           |                     |                  |
| 1972 | 49e              |                     |                  |
| 1973 | 88e              |                     |                  |

| Jaar | Milaan-San Remo | Gent-Wevelgem |
| ---- | --------------- | ------------- |
| 1969 |                 |               |
| 1970 |                 |               |
| 1971 |                 | 82e           |
| 1972 |                 |               |
| 1973 | 109e            |               |